# Lusius apollos
Lusius apollos là một loài tò vò trong họ Ichneumonidae.